# Grenzkataster
Der Grenzkataster in Österreich entstand im Zuge des Vermessungsgesetzes 1968 (VermG) und ist im Unterschied zum Grundsteuerkataster ein Rechtskataster.
Im Sinne eines Mehrzweckkatasters dient er auch zur Ersichtlichmachung der Benützungsarten, der Flächenausmaße der Benützungsabschnitte und Grundstücke, gegebenenfalls der Ersichtlichmachung der Ertragsmesszahlen, sowie sonstiger Angaben zur leichteren Kenntlichmachung der Grundstücke.
Die Umstellung vom Grundsteuerkataster zum Grenzkataster erfolgt schrittweise. Die Einführung des Grenzkatasters in einer Katastralgemeinde kann durch Allgemeine Neuanlegung oder teilweise Neuanlegung erfolgen, wobei solche Verfahren durch eine Verordnung des Bundesamtes für Eich- und Vermessungswesen eingeleitet werden. Voraussetzung ist das Vorhandensein eines Festpunktfeldes. Derzeit sind rund 12 % der Grundstücke im Grenzkataster eingetragen.
Die Grundstücke werden auf Basis von genau definierten technischen und rechtlichen Verfahren in den Grenzkataster eingetragen, daraufhin sind die Grenzen im Kataster rechtsverbindlich festgelegt.
Ab 1989 wurde an der Digitalisierung der analogen Datenbestände gearbeitet. Durch Transformation von alten Plänen und Handrissen ins System der Landesvermessung oder Darstellung von Nutzungsinformationen aus Luftbildaufnahmen wurde die Aussagekraft der Katastralmappe vor allem in puncto aktuelle Benutzungsverhältnisse und lagerichtige Darstellung der Grundstücke gesteigert.
Für eine Wiederherstellung von streitigen Grenzen aufgrund der Unterlagen des Grenzkatasters ist das Vermessungsamt zuständig.
Das Adressregister ist Teil des Grenzkatasters (§ 9 VermG).